# Terespol
Terespol (polskt uttal: tɛˈrɛspɔl; belarusiska: Тэрэ́спаль, transkriberat till latinska alfabetet: Teréspaĺ) är en stad med 5 794 invånare (2014) i östra Polen, vid gränsen till Belarus. Terespol ligger vid gränsfloden Västra Bug, med staden Brest på flodens motsatta sida.